# Kochtcheï l'Immortel
Pour plus de détails, voir Fiche technique et Distribution.
Kochtcheï l'Immortel (Кащей Бессмертный, Kashchey bessmertnyy) est un film soviétique réalisé par Alexandre Rou, sorti en 1944,.

## Fiche technique
- Photographie : Mikhail Kirillov
- Musique : Sergeï Pototski
- Décors : Nikolaï Akimov, Sergeï Kozlovskiï, V. Nikittchenko
- Montage : Kseniia Blinova